# Lepetodrilus
Lepetodrilus is een geslacht van weekdieren uit de klasse van de Gastropoda (slakken).

## Soorten
- Lepetodrilus atlanticus Warén & Bouchet, 2001
- Lepetodrilus corrugatus McLean, 1993
- Lepetodrilus cristatus McLean, 1988
- Lepetodrilus elevatus McLean, 1988
- Lepetodrilus fucensis McLean, 1988
- Lepetodrilus galriftensis McLean, 1988
- Lepetodrilus gordensis Johnson, Young, Jones, Warén & Vrijenhoek, 2006
- Lepetodrilus guaymasensis McLean, 1988
- Lepetodrilus japonicus Okutani, Fujikura & Sasaki, 1993
- Lepetodrilus nux (Okutani, Fujikura & Sasaki, 1993)
- Lepetodrilus ovalis McLean, 1988
- Lepetodrilus pustulosus McLean, 1988
- Lepetodrilus schrolli L. Beck, 1993
- Lepetodrilus shannonae Warén & Bouchet, 2009
- Lepetodrilus tevnianus McLean, 1993